# Acanalonia gaumeri
Acanalonia gaumeri är en insektsart som beskrevs av Fowler 1900. Acanalonia gaumeri ingår i släktet Acanalonia och familjen Acanaloniidae. Inga underarter finns listade i Catalogue of Life.